# Rufino (patricio)

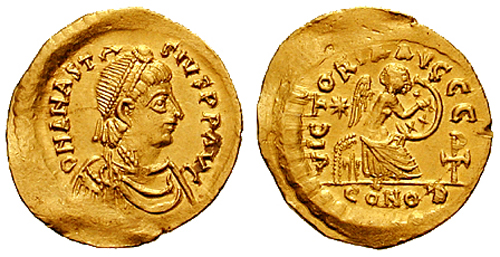
Semis de Anastasio I.

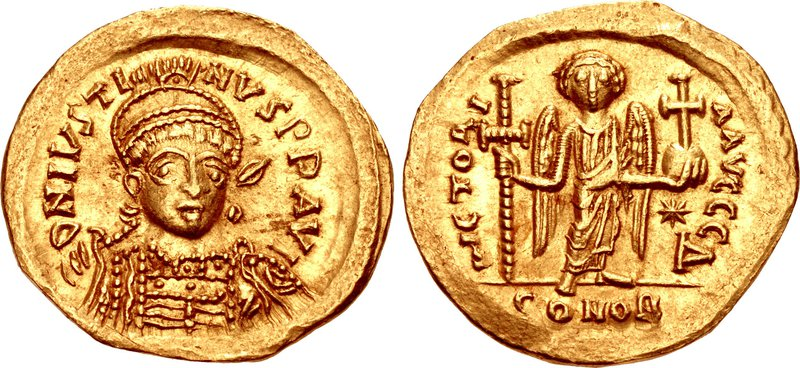
Sólido de Justino I.

Rufino (en latín: Rufinus) fue un oficial militar y emisario bizantino de los siglos v y vi activo durante el reinado de los emperadores Anastasio I Dicorus, Justino I y Justiniano I. De origen griego, hijo y hermano respectivamente de los oficiales Silvano y Timostrato, aparece por primera vez en 502, cuando Anastasio I lo envió a la corte del sah sasánida Kavad I con grandes cantidades de dinero para evitar ataques al Imperio bizantino. Cuando se enteró de los ataques persas, dejó el dinero en Cesarea Mazaca y fue a encontrarse con Kavad en Amida, quien lo encarceló hasta enero de 503, cuando fue liberado y enviado al emperador.
Rufinus reaparece en 515, cuando Anastasio lo nombró magister militum de Tracia en reemplazo del rebelde Vitaliano, y luego en 525/526 cuando el magister militum de Oriente y futuro emperador Justiniano lo envió a la corte de Kavad para discutir los términos de la adopción de Cosroes I por Justino. En 530, Justiniano lo envió a negociar la paz con los persas, pero permaneció en Dara hasta después de la batalla que tuvo lugar en las inmediaciones del mismo en julio de 531, cuando se dispuso a negociar los términos. Con la muerte de Kavad en septiembre, Rufino fue enviado con otros emisarios para discutir los términos con el recién entronizado Cosroes, mientras que en octubre se le encomendó la tarea de investigar una invasión de los hunos sabires. Al completar las investigaciones, envió al general Doroteo para que se ocupara de la situación. 
Con el incidente de los sabires, Justiniano se negó a aceptar algunos de los términos de los acuerdos negociados, y Cosroes se molestó con la negativa, lo que obligó a Rufino a intervenir para tratar de establecer nuevos términos y convencer a este último de devolver el dinero previamente ofrecido, como así como para que se retirara con sus tropas del territorio bizantino. En 532, cuando es mencionado por última vez, logró concluir la famosa Paz Perpetua que puso fin a la guerra.

## Biografía
Rufino nació en una fecha desconocida durante el siglo V. De origen griego, era hijo y hermano de los oficiales Silvano e Timostrato respectivamente. Según Teófanes el Confesor, se habría casado con la hija de Juan el Escita y sería el padre del cónsul Juan, aunque se desconocen las fechas de su matrimonio o el nacimiento de su hijo. Rufino aparece por primera vez a finales de 502 en medio de la guerra Anastasiana, cuando fue enviado por el emperador Anastasio I Dicorus a la corte del sah sasánida Kavad I para entregar una gran cantidad de dinero para que los persas no llevaran a cabo ataques contra el Imperio bizantino. Al enterarse de que los ataques ya habían comenzado, Rufino guardó el dinero en Cesarea Mazaca y fue a encontrarse con Kavad I en Amida para pedirle que se retirara con sus tropas y aceptara el tributo. Rufino fue capturado y mantenido bajo vigilancia hasta la captura y saqueo de Amida en enero de 503, cuando los persas lo liberaron y lo enviaron a informar al emperador.
Rufino reaparece en las fuentes en 515, cuando Anastasio lo nombra magister militum de Tracia, en sustitución del rebelde Vitaliano; el Conde Marcelino da la fecha 516 para su cita. Alrededor de este tiempo, capturó a dos de los guardaespaldas de Vitaliano y habría servido como magister militum imperial junto a Alatar. Rufino vuelve a desaparecer de las fuentes, siendo citado solo en 525/526, durante el reinado del emperador Justino I, cuando el magister militum de Oriente y futuro emperador Justiniano I  lo envió, junto a Flavio Hipacio, a la corte de Kavad I para discutir los términos para la adopción por Justino de Cosroes I, hijo de Kavad I; Con el fracaso de las negociaciones con los emisarios persas Mebodes y Seoses, Rufino hizo acusaciones erróneas contra Hipacio. Durante su tiempo en Persia, convenció a Kavad I de que nombrara a Cosroes como su sucesor y le aconsejó a la reina que buscara ayuda médica de un monje llamado Moisés que vivía en Dara.

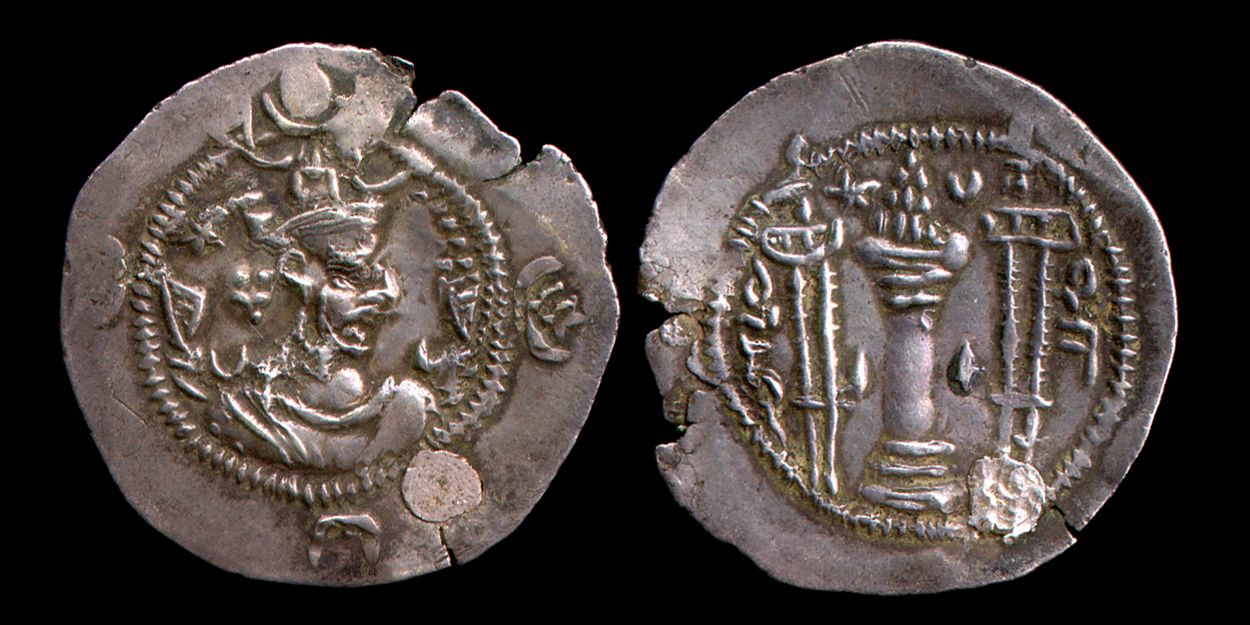
Dracma de Kavad I.

Hacia el 530, las fuentes mencionan que Rufino todavía ocupaba el cargo de magister militum, aunque no especifican de qué región, y que era patricio, y es posible que ya fuera el titular de este puesto honorífico desde el 525/526. En ese año, en el contexto de la guerra de Iberia, el entonces emperador Justiniano lo envió junto con Hermógenes como embajador a la corte de Kavad I, aunque dio instrucciones de que ambos no debían ir más allá de Hierópolis Bambice antes de recibir más instrucciones; según Juan Malalas, los persas les habían impedido avanzar más allá de Dara. Rufino es mencionado en una carta del general Belisario dirigido al comandante persa justo antes de la batalla de Dara como un emisario imperial estacionado cerca para comenzar las negociaciones. Con el final de la batalla en junio, Rufino partió con Alejandro hacia la corte persa, donde llegó en agosto. Según Procopio de Cesarea, Rufino habría dado el siguiente discurso ante el sah:

Rufino, entrando en presencia de Kavad, dijo lo siguiente: "Oh rey, he sido enviado por tu hermano [Justiniano], quien te reprende con solo reproche, porque los persas sin causa justa han llegado en armas a su tierra. Sería más conveniente para un rey que no solo es poderoso sino también sabio como usted, asegurar una conclusión pacífica de la guerra, en lugar de, cuando las cosas se han resuelto satisfactoriamente, infligirse a sí mismo y a su pueblo una confusión innecesaria. Por eso yo mismo he venido aquí con buenas esperanzas, para que ahora ambos pueblos disfruten de las bendiciones que vienen de la paz”. Así habló Rufino.

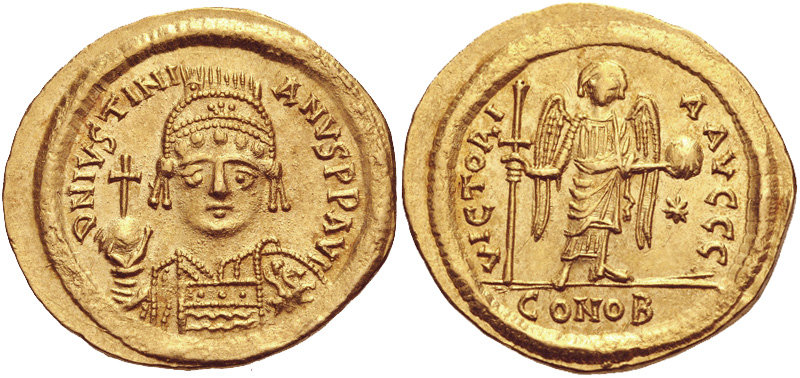
Sólido de Justiniano I.

Los emisarios bizantinos regresaron a Justiniano en septiembre de 530 con términos aceptables para Kavad. El emperador estaba dispuesto a aceptarlos, pero cuando Rufino regresó a la corte de Kavad I, este último había sido informado de las dificultades de los bizantinos para hacer frente a la revuelta de los samaritanos, lo que le llevó a rechazar la paz. El emisario regresó a Constantinopla con la noticia. En 531, después de la batalla de Calinico el 19 de abril, Rufino y Estrategio fueron enviados a los persas en busca de paz, pero fueron detenidos en Edesa, ya que el sah había enviado sus ejércitos contra el territorio bizantino. Probablemente Rufino estuvo entre los embajadores a los que Justiniano impidió cruzar a Persia después de la muerte de Kavad I en septiembre de ese año, antes de que llegaran los emisarios sasánidas informando oficialmente sobre el ascenso al trono de Cosroes. Una vez que el emperador recibió la noticia, Rufino, Hermógenes, Alejandro y Tomás (según Procopio) o Rufino y Estrategio (según Malalas) fueron enviados a negociar con Cosroes.

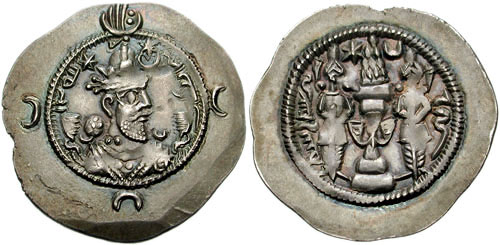
Dracma de Cosroes I.

Frontera romano-persa entre los siglos -.

Se estableció una tregua de 70 días (tres meses según Juan Malalas) mientras Rufino fue a Constantinopla para que Justiniano considerara los términos acordados. Durante su ausencia, se difundieron rumores de que Justiniano había matado a Rufino, lo que llevó a Cosroes a reunir sus tropas y marchar hacia territorio enemigo. Cuando el sah se acercó a Nísibis, sin embargo, encontró a Rufino regresando de su misión y ambos se retiraron para continuar las negociaciones. En octubre de ese año, Rufino fue informado de un ataque liderado por los hunos sabires que habían llegado hasta las provincias de Eufratensis y Cilicia Secunda y recibió instrucciones para confirmar que los persas estaban detrás de la invasión. Después de confirmar que no, ordenó al magister militum de Armenia, Doroteo, que se ocupara de la situación.
A raíz del incidente, Justiniano se negó a aceptar entregar algunas fuentes oriundas de Lázica, en el Cáucaso, como se acordó previamente, lo que a su vez provocó una reacción de Cosroes, quien no aceptó su negativa. Rufino se vio obligado a actuar y a través de su persuasión convenció a Cosroes para que devolviera el dinero entregado durante las negociaciones, así como para que se retirara del territorio bizantino con sus ejércitos. Al final, los otros emisarios bizantinos involucrados en el asunto presentaron cargos contra Rufino por su deshonra con Justiniano, lo que resultó ser falso. Al año siguiente, probablemente en septiembre según la Crónica de Edesa, Rufino y Hermógenes fueron enviados nuevamente a la corte sasánida y finalmente lograron acordar la llamada Paz Perpetua. No se sabe nada más de él.
Rufino es descrito en las fuentes como un amigo de Cosroes, a quien habría conocido durante sus numerosas embajadas en la corte persa de Ctesifonte durante el reinado de Kavad. Como se informó, fue extremadamente popular entre los nobles cortesanos persas debido a los obsequios que se les distribuyeron, y también disfrutó del aprecio de la reina sasánida, madre de Cosroes, por haber convencido al sah de que aceptara a su hijo como sucesor y por haber recomendado al monje Moisés, quien la curó de una molesta enfermedad.